# Kourajärvi
Kourajärvi är en sjö i Finland. Den ligger i kommunen Sastamala i landskapet Birkaland, i den sydvästra delen av landet, 190 km nordväst om huvudstaden Helsingfors. Kourajärvi ligger 64,8 meter över havet. Arean är 2,62 kvadratkilometer och strandlinjen är 21,55 kilometer lång. Sjön  ingår i Kumo älvs huvudavrinningsområde.   I omgivningarna runt Kourajärvi växer i huvudsak blandskog.